# Фруктоолігосахариди

Структура фруктоолігосахаридів

Фруктоолігосахариди також іноді олігофруктоза або олігофруктан — олігосахарид фруктани, який використовується як альтернативний підсолоджувач. FOS демонструє рівень солодкості від 30 до 50 відсотків цукру в комерційно приготовлених сиропах. Зустрічаються в природі, комерційне використання з’явилося в 1980-х роках у відповідь на попит на більш здорові та низькокалорійні продукти.

## Хімія
Два різних класи сумішей фруктоолігосахаридів виробляються комерційно на основі процесів деградації інуліну або трансфруктозилювання.
Фруктоолігосахарид може бути отриманий шляхом розкладання інуліну або поліфруктози, полімеру залишків D-фруктози, пов’язаних β(2→1) зв’язками з кінцевою α(1→2) зв’язаною D-глюкозою. Ступінь полімеризації інуліну коливається від 10 до 60. Інулін можна розщепити ферментативно або хімічно до суміші олігосахаридів із загальною структурою Glu–Frun (скорочено GFn) і Frum (Fm), з n і m в діапазоні від 1 до 7. Цей процес також певною мірою відбувається в природі, і ці олігосахариди можна знайти у великій кількості рослин, особливо в топінамбурі, цикорії та блакитній агаві. Основними компонентами товарних продуктів є кестоза (GF2), ністоза (GF3), фруктозильністоза (GF4), біфуркоза (GF3), інулобіоза (F2), інулотріоза (F3), інулотетраоза (F4).